# Гірницький ялинник
Гі́рницький яли́нник — ботанічна пам'ятка природи місцевого значення в Україні. Об'єкт розташований на території Ковельського району Волинської області, ДП «Ратнівське ЛГ», Гірницьке лісництво, квартал 23, виділ 17. 
Площа — 2,1 га, статус отриманий у 1986 році.
Охороняється високобонітетна ділянка ялинового лісу природного походження віком близько 80 років.

## Галерея

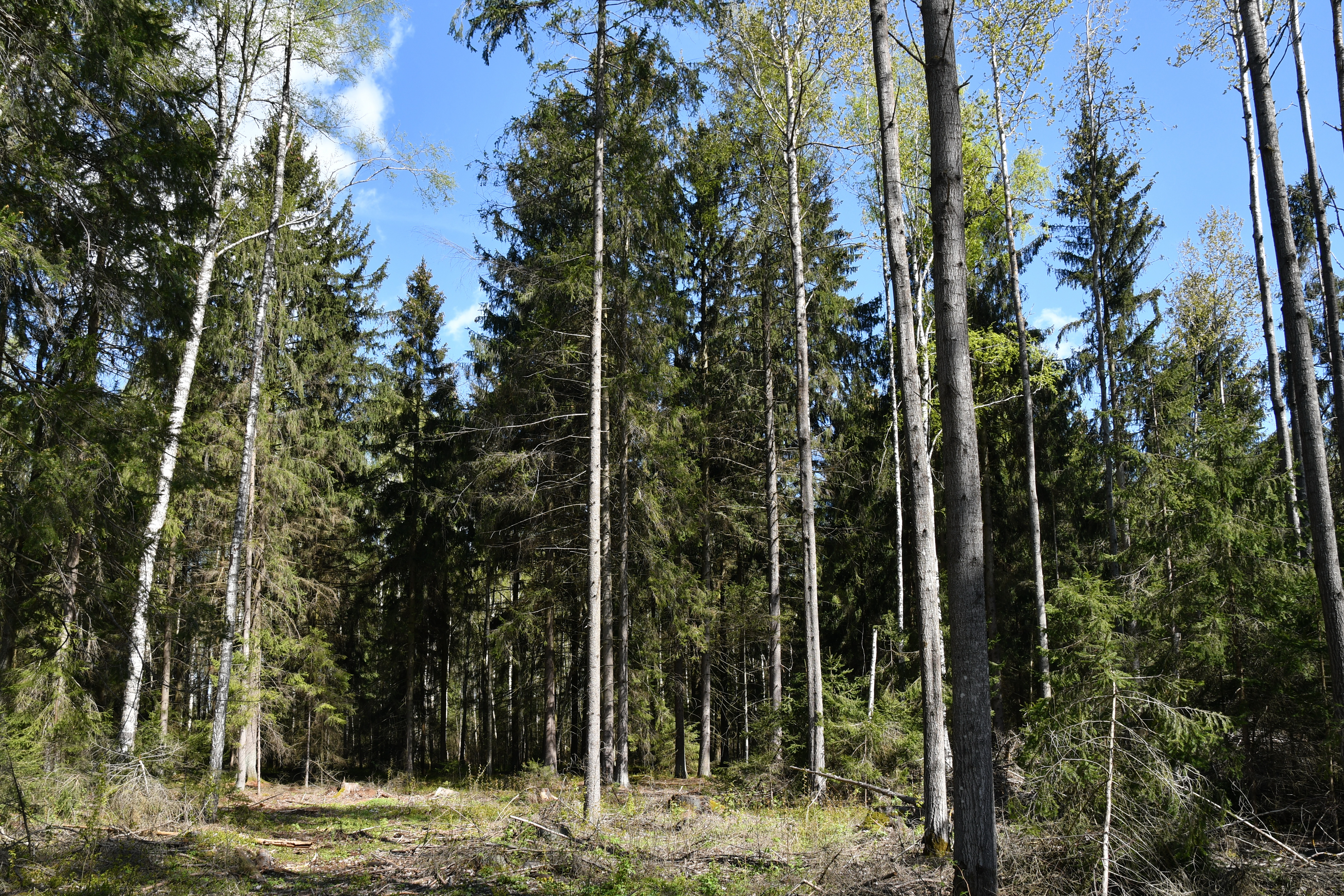
Вигляд з півночі
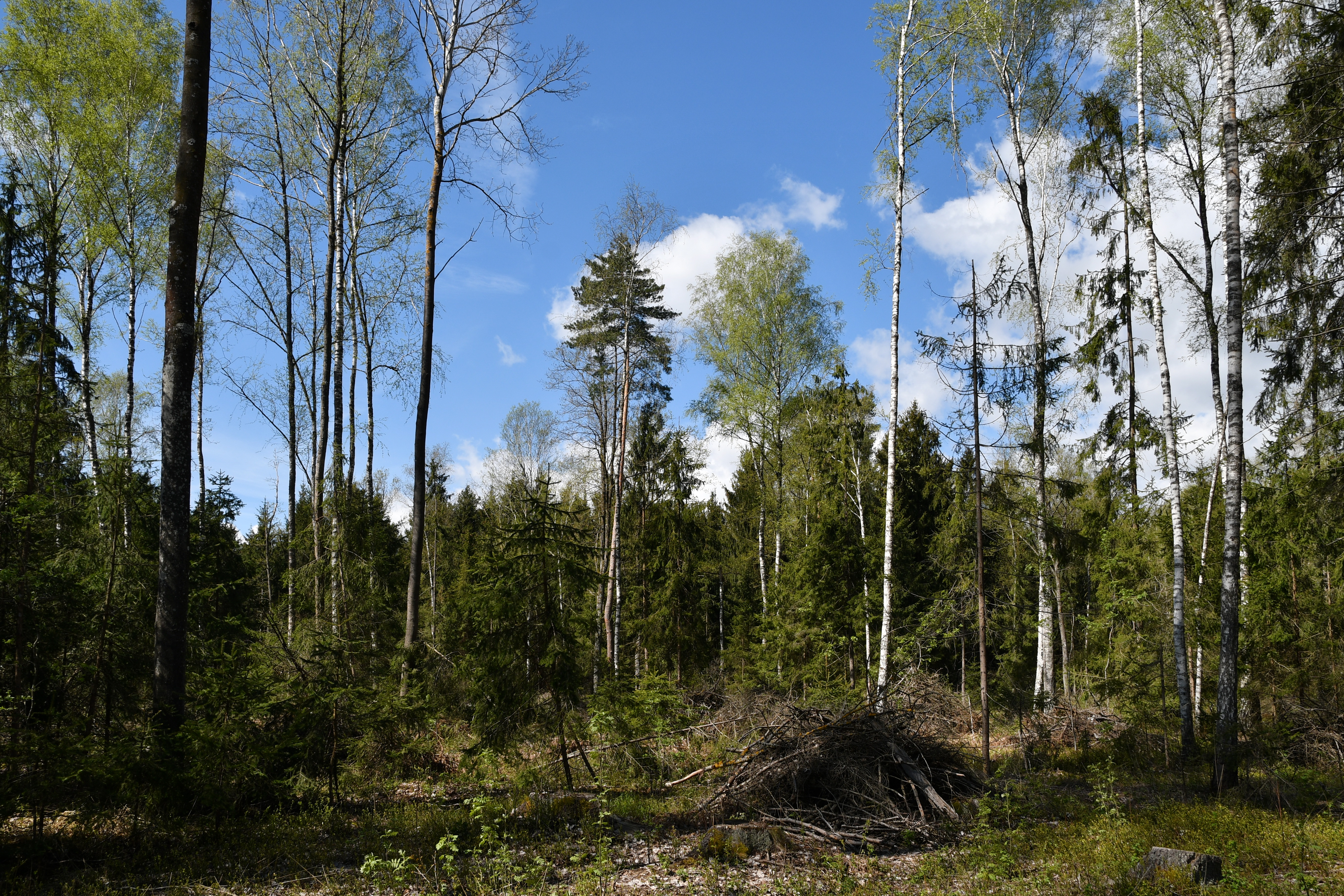
Вигляд зі сходу
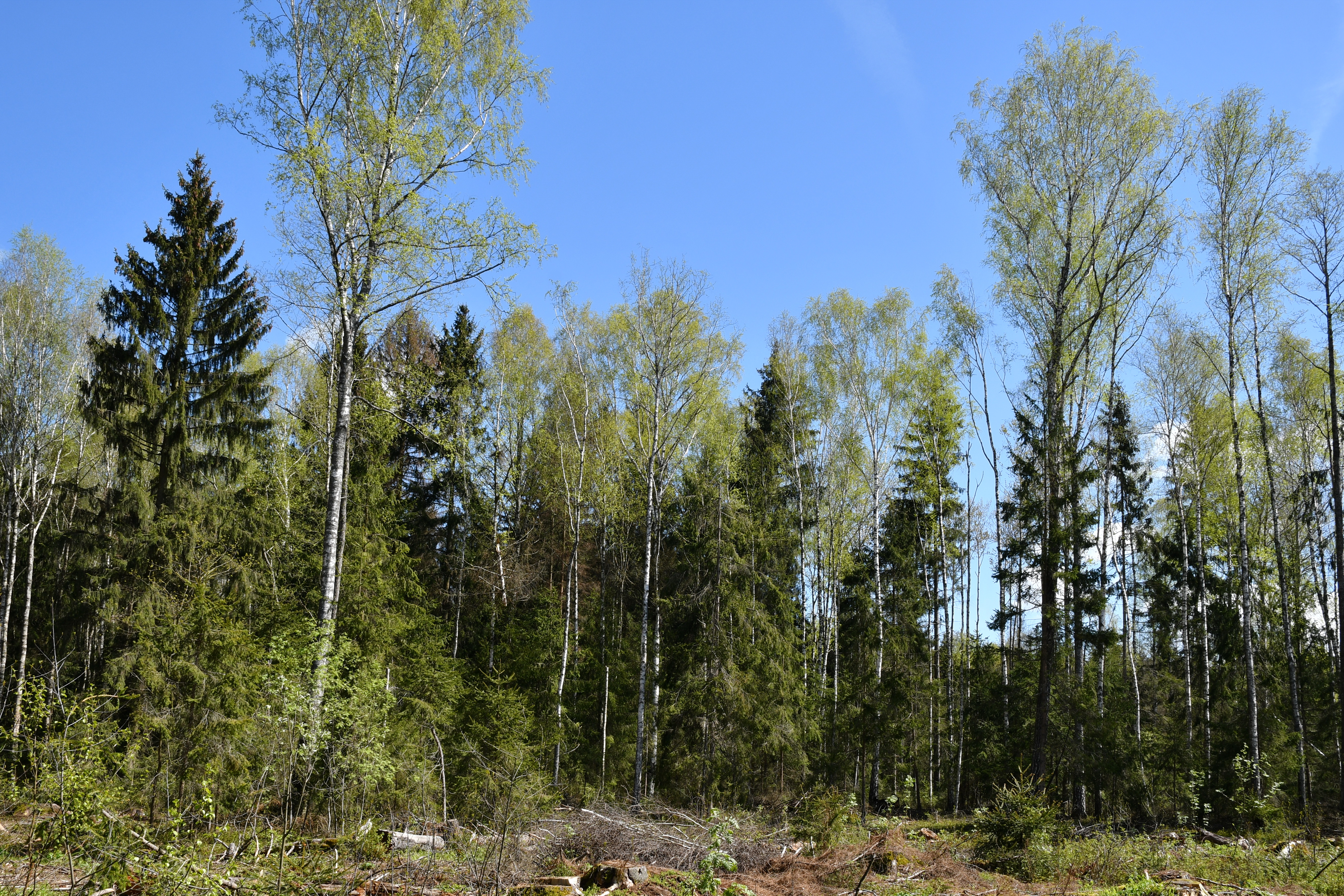
Вигляд із заходу
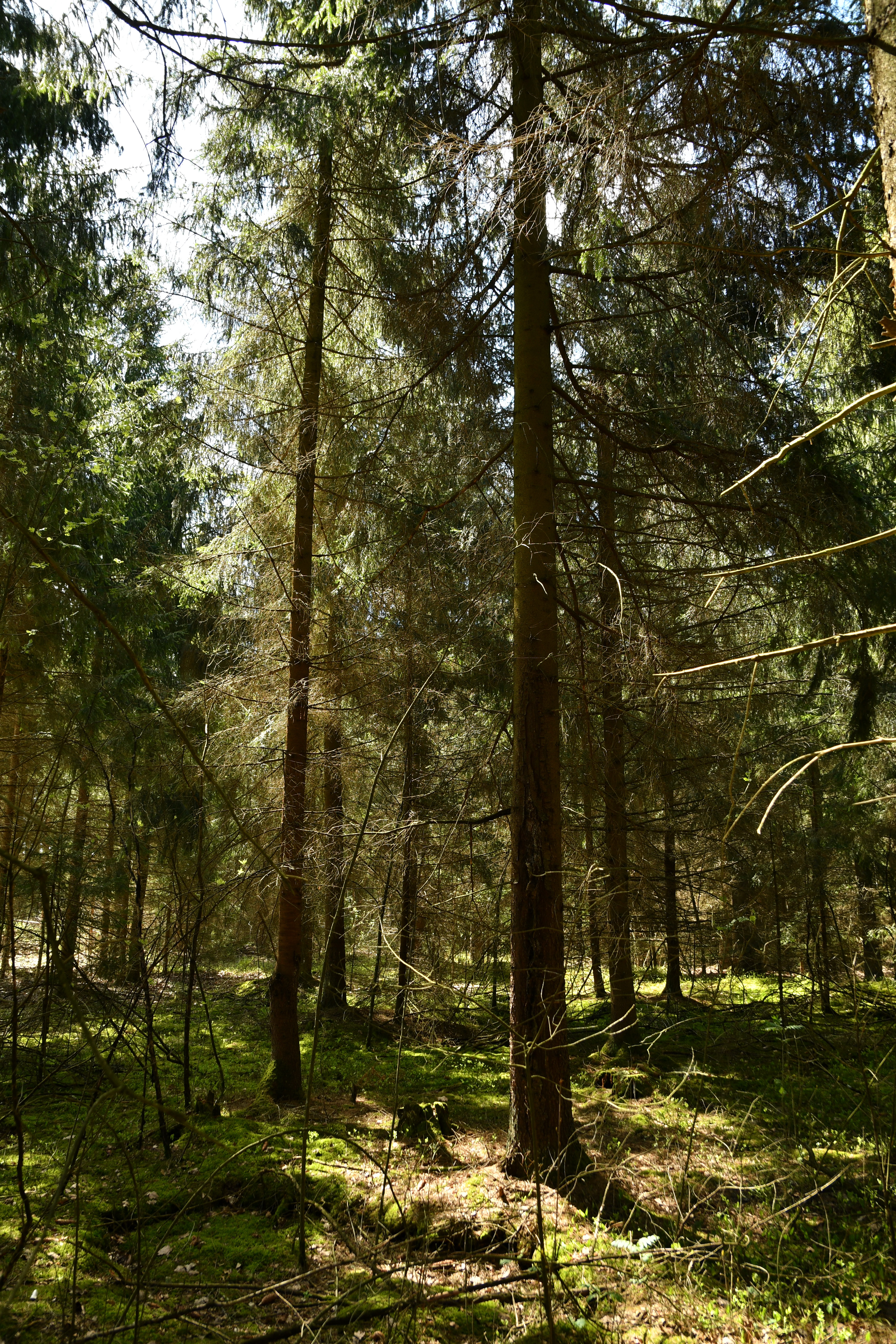
У тіні ялин
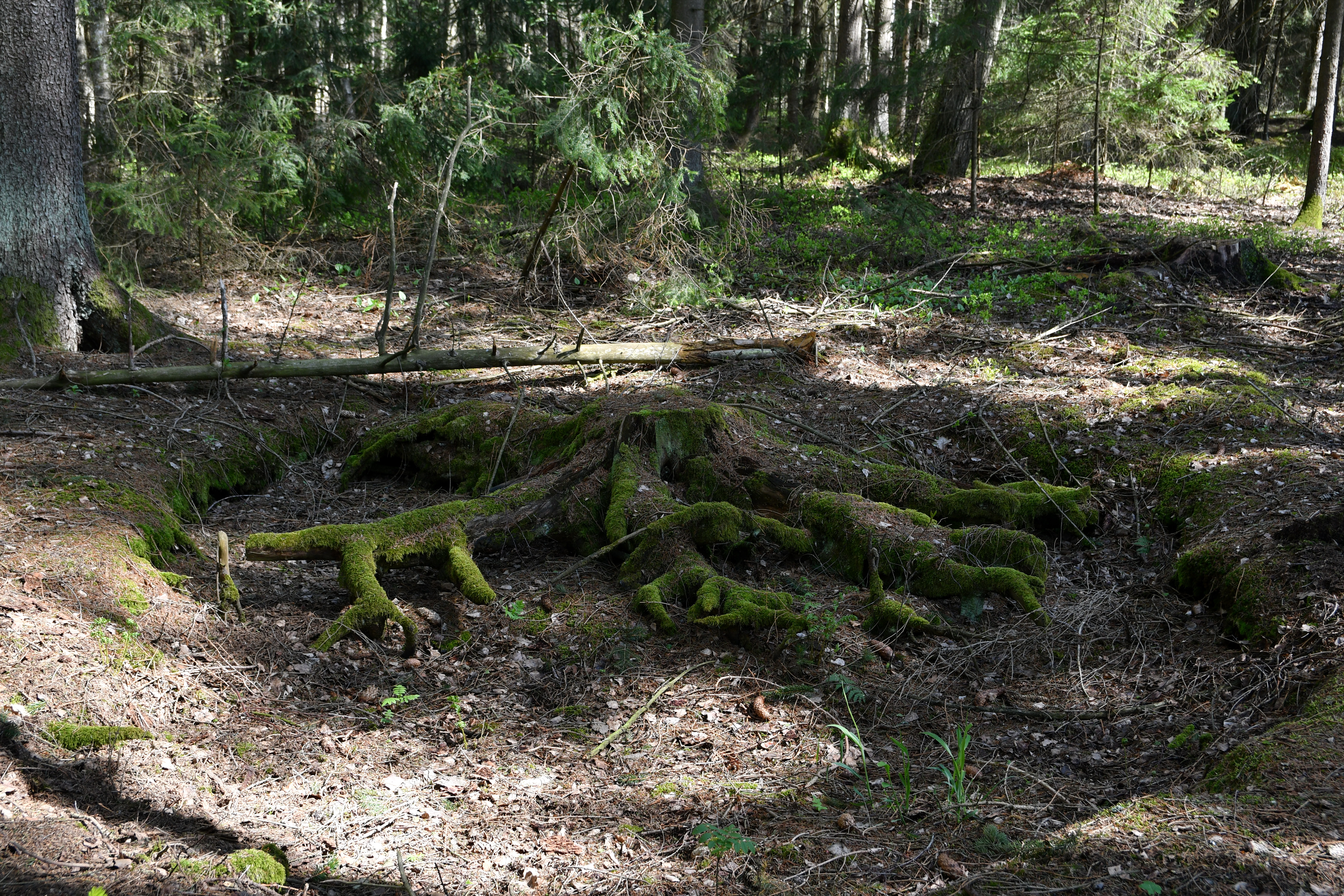
Коріння